# Murao Tatsuya
Murao Tatsuya (村尾 龍矢 Murao Tatsuya, sinh ngày 26 tháng 3 năm 1988) là một cầu thủ bóng đá người Nhật Bản.

## Thống kê câu lạc bộ
| Thành tích câu lạc bộ | Thành tích câu lạc bộ | Thành tích câu lạc bộ | Giải vô địch | Giải vô địch | Cúp                   | Cúp                   | Tổng cộng | Tổng cộng |
| Mùa giải              | Câu lạc bộ            | Giải vô địch          | Số trận      | Bàn thắng    | Số trận               | Bàn thắng             | Số trận   | Bàn thắng |
| Nhật Bản              | Nhật Bản              | Nhật Bản              | Giải vô địch | Giải vô địch | Cúp Hoàng đế Nhật Bản | Cúp Hoàng đế Nhật Bản | Tổng cộng | Tổng cộng |
| --------------------- | --------------------- | --------------------- | ------------ | ------------ | --------------------- | --------------------- | --------- | --------- |
| 2010                  | FC Gifu               | J2 League             | 3            | 0            | 0                     | 0                     | 3         | 0         |
| 2011                  | FC Gifu               | J2 League             | 10           | 0            |                       |                       | 10        | 0         |
| 2012                  | FC Gifu               | J2 League             | 0            | 0            |                       |                       | 0         | 0         |
| 2013                  | Fujieda MYFC          | Giải bóng đá Nhật Bản | 18           | 0            | 2                     | 0                     | 20        | 0         |
| Quốc gia              | Nhật Bản              | Nhật Bản              | 31           | 0            | 2                     | 0                     | 33        | 0         |
| Tổng                  | Tổng                  | Tổng                  | 31           | 0            | 2                     | 0                     | 33        | 0         |